# Samostan Uznesenja Blažene Djevice Marije u Olovu
Samostan Uznesenja Blažene Djevice Marije bio je franjevački samostan u Gornjem Olovu kod današnjeg Olova u BiH. Posvećen je Uznesenju Blažene Djevice Marije.
Olovo je u srednjem vijeku bilo jednim od sjedišta bosanskih franjevaca, koji su često bili u gostima u ovom samostanu.
Izgrađen je u 14. stoljeću. 
Povjesničar bosanskih franjevaca fra Mijo V. Batinić, temeljem djela inih franjevačkih pisaca) tvrdi da je ovaj samostan postojao već u drugoj polovini 14. stoljeća.
Na mjestu ovog samostana nalazi se crkva crkve Majke Božje. Svetište Majke Božje bilo je među najvećim hodočasničkim mjestima na Balkanu i susjednim zemljama. U svetište su hodočastili iz Bosne, iz Hrvatske, Srbije, Albanije i Bugarske. Početak 17. stoljeća Olovo je dočekalo kao sajamsko mjesto i poznato vjerničko odredište. To je pridonijelo da je olovski franjevački samostan postao jednim od glavnih franjevačkih središta u Bosni i šire. Uzlet olovskog kraja prekidaju osmansko - kršćanski ratovi. Europske zemlje inicirale su akciju za oslobođenje krajeva pod osmanskom vlašću, na što su Osmanlije reagirale zlosiljem i pritiscima protiv Hrvata i pravoslavnih Vlaha. Posljedica je bilo iseljavanje kršćana iz ovog kraja. Hajduci koji su branili kršćane protiv Osmanlija nisu mnogo pomogli, jer je samo dalo novog povoda Osmanlijama za progone.
1704. je godina bila kobna po ovu samostan i crkvu. Noću 1. na 2. kolovoza nepoznati su počinitelji zapalili crkvu i samostan. U tom je razdoblju katoličanstvo pretrpilo veliki udar u tim krajevima. Brojni su katolici iselili ili bili prisiljeni iseliti, a znatni broj preostalog stanovništva se islamizirao pa je u Olovu i okolici gotovo nestalo katolika. Ispred današnje se crkve na travnatoj površini nalazi se četvrtasti kamen pola metra visok. Taj je crni kamen bio na mjestu gdje su nekad bila ulazna vrata franjevačkog samostana.